# Jaskinia Zamkowa (Januszkowa Góra)
Jaskinia Zamkowa – jaskinia na Januszkowej Górze na północno-zachodnim krańcu Płaskowyżu Ojcowskiego na Wyżynie Olkuskiej będącej częścią Wyżyny Krakowsko-Częstochowskiej. Znajduje się we wsi Podlesie, w województwie małopolskim, w powiecie olkuskim, w gminie Olkusz.

## Opis obiektu
Jaskinia znajduje się w grupie niewysokich skałek poniżej szczytu Januszkowej Góry. Jej główny, znajdujący się na szczelinie pionowy otwór jest łatwo dostrzegalny. Ma wysokość 3,5 m i szerokość 0,7 m. Za nim jest prosty, szczelinowy korytarz. W odległości 4 m od wejścia przegrodzony jest zaklinowanymi głazami. Nad nimi po lewej stronie odbiega niemożliwa do przejścia szczelina. Łączy się ona ze szczelinowym korytarzykiem od drugiego otworu. Korytarzyk ma wysokość 4 m, szerokość do 0,5 m i przed otworem są w nim zaklinowane głazy tworzące próg o wysokości 3,5 m. Za nimi jest niewielkie rozszerzenie.
Jaskinia powstała w późnojurajskich wapieniach skalistych na dwóch pęknięciach skały, która zostały rozmyte i poszerzone przez wodę. Ślady jej przepływu są miejscami widoczne na ścianach. Niewątpliwie jaskinia jest częścią większego systemu jaskiniowego, który uległ już zniszczeniu. Na jej ścianach są nacieki grzybkowe, rozmyte polewy krystalicznych nacieków i polewy ze skondensowanego mleka wapiennego. Dno pokrywa gruz wapienny i większe kawałki skał. Jaskinia jest wilgotna, przewiewna i ma własny mikroklimat. We wrześniu 1990 roku temperatura 
wynosiła 8ºC. Przy głównym otworze rosną mchy i porosty. Ze zwierząt obserwowano wewnątrz jaskini pajęczaki i motyle.

## Historia poznania
Jaskinia znana była od dawna. Po raz pierwszy opisał ją m. Czepiel w 1976 r.  Dokładniej skartował ją i opisał M. Szelerewicz w dokumentacji dla Zarządu Zespołu Jurajskich Parków Krajobrazowych woj. katowickiego. On też opracował jej plan.
Z jaskini pobrano próbki nacieków. Metodą datowania radiowęglowego wiek tych nacieków określono na około 37800 lat.

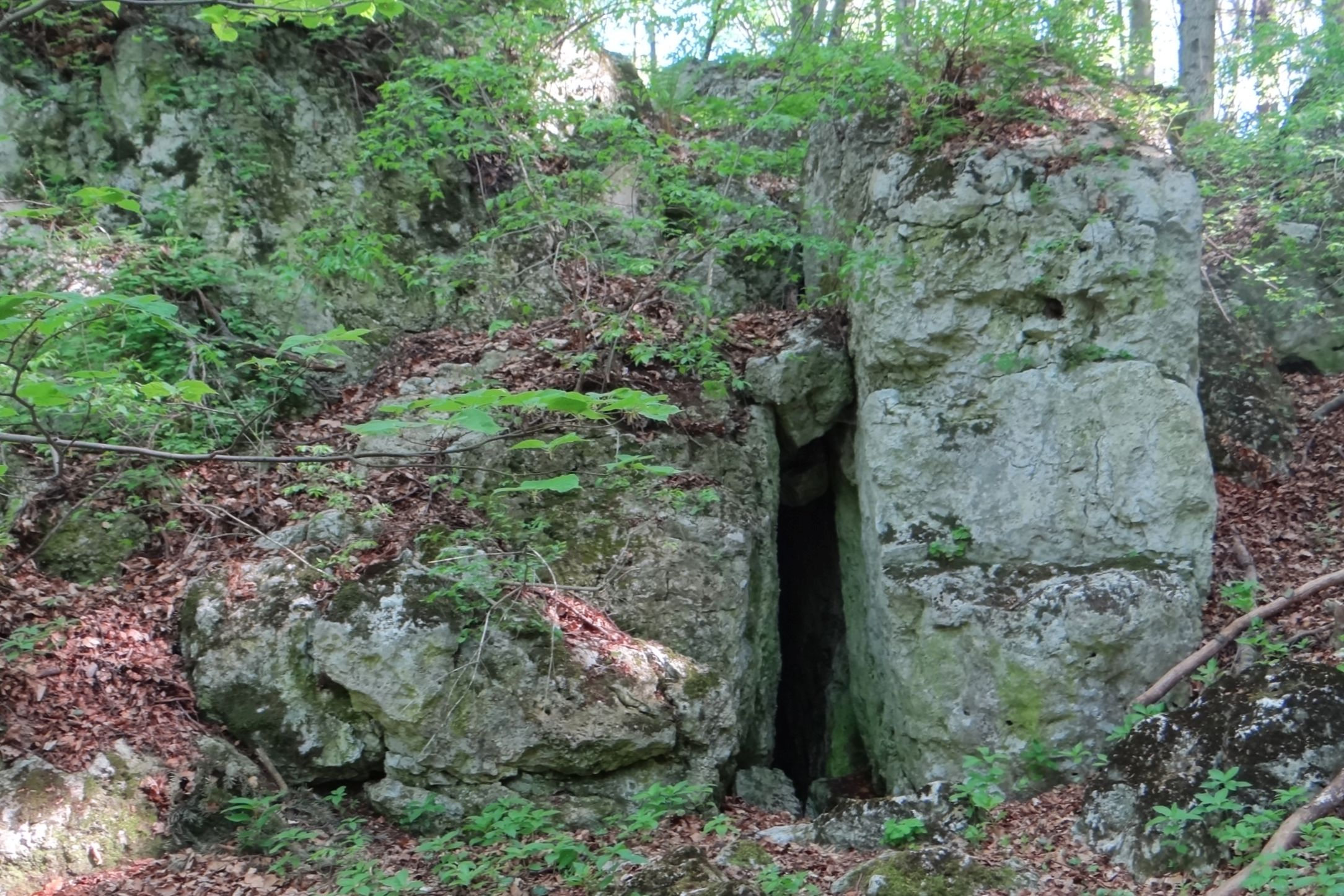
Otwór
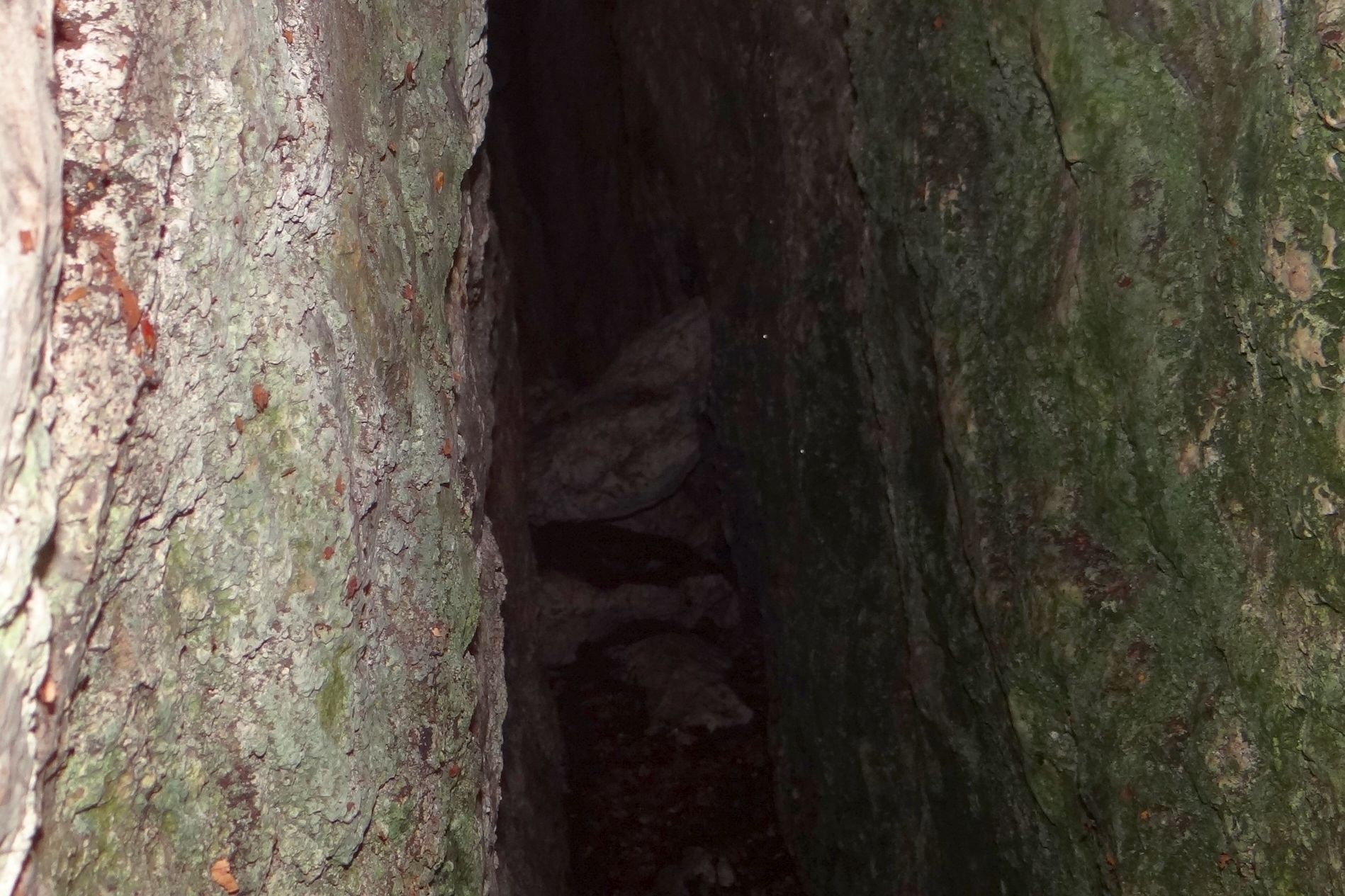
Korytarz
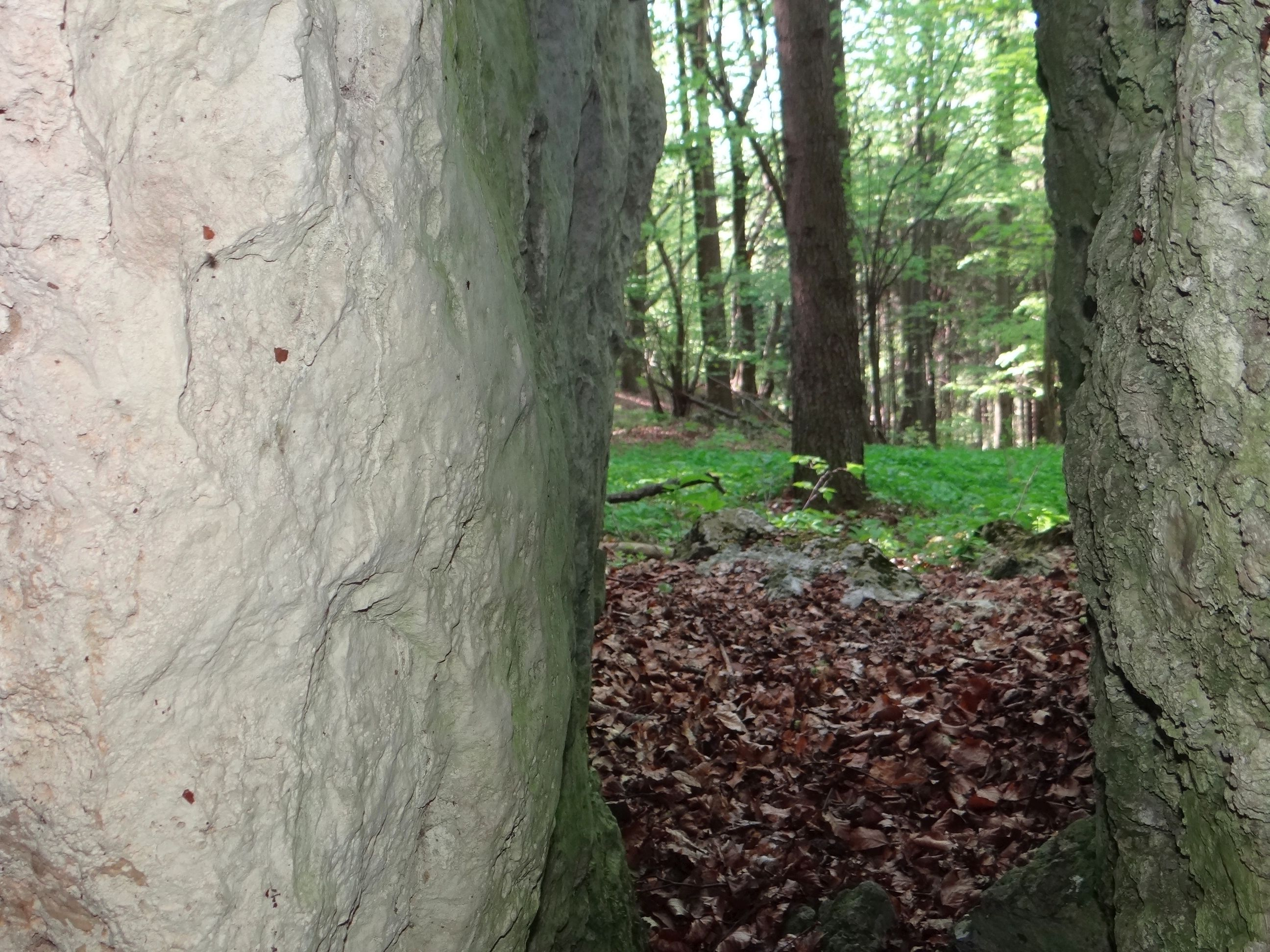
Widok z korytarza

Na Januszkowej Górze jest jeszcze wiele innych jaskiń: Januszkowa Szczelina, Jaskinia Podwójna, Jaskinia Potrójna, Schronisko na Januszkowej Górze, Schronisko pod szczytem Januszkowej Góry, Schronisko z Piętrami, Schronisko ze Szpatem, Szpaciarnia w Januszkowej Górze. 